# 항해원략책
항해원략책(일본어: 航海遠略策 코카이엔랴쿠사쿠[*])은 막말 부상한 정치외교사상이다. 조슈번의 나가이 우타가 분큐 원년(서력 1861년) 제창했다. 사쿠마 쇼잔, 요시다 쇼인, 히라노 쿠니오미 등도 비슷한 주장을 했으나, 구체적인 건백서의 형태로 정치운동화시킨 것은 나가이의 공이다.
이인참(異人斬)으로 대표되는 단순한 외국인 배척을 통한 "작은 양이"도 아니고, 막부가 외국과 체결한 불평등조약을 당장 파기시키는 "빠른 양이"도 아닌, 적극적으로 세계에 널리 통상 항해함으로써 국력을 양성시키고 서양 열국에 맞서 나간다는 "큰 양이"가 핵심 아이디어다. 이 개념 자체는 메이지 유신 이후의 부국강병, 식산흥업에도 영향을 미쳤다 할 수 있지만, 나가이가 처음 제안했을 당시에는 실행수단의 구체성이 결여되고 존왕양이 운동이 급진화되어 좌절했다.
정치적으로 나가이 등 조슈 번청에 저항하던 입장이었던 요시다 쇼인은 "항해웅략론"(航海雄略論)을 주장했는데, 내용은 대동소이하다.